# Hoàng Cương (xã)
Hoàng Cương là một xã thuộc huyện Thanh Ba, tỉnh Phú Thọ, Việt Nam.

## Địa lý
Xã Hoàng Cương nằm ở phía tây nam huyện Thanh Ba, có vị trí địa lý:
- Phía đông giáp xã Chí Tiên và xã Ninh Dân
- Phía tây giáp xã Mạn Lạn
- Phía nam giáp huyện Cẩm Khê
- Phía bắc thị trấn Thanh Ba và xã Đồng Xuân.

Xã Hoàng Cương có diện tích 16,04 km², dân số năm 2018 là 8.187 người, mật độ dân số đạt 511 người/km².

## Lịch sử
Địa bàn xã Hoàng Cương trước đây vốn là ba xã: Hoàng Cương, Thanh Xá, Yên Nội.
Trước khi sáp nhập, xã Hoàng Cương có diện tích 3,69 km², dân số là 3.228 người, mật độ dân số đạt 875 người/km². Xã Thanh Xá có diện tích 6,07 km², dân số là 2.184 người, mật độ dân số đạt 360 người/km². Xã Yên Nội có diện tích 6,28 km², dân số là 2.775 người, mật độ dân số đạt 442 người/km².
Ngày 17 tháng 12 năm 2019, Ủy ban Thường vụ Quốc hội ban hành Nghị quyết 828/NQ-UBTVQH14 về việc sắp xếp các đơn vị hành chính cấp xã thuộc tỉnh Phú Thọ (nghị quyết có hiệu lực từ ngày 1 tháng 1 năm 2020). Theo đó, sáp nhập toàn bộ diện tích và dân số của hai xã Thanh Xá và Yên Nội  vào xã Hoàng Cương.

## Văn hóa
- Đền Thông (với các lễ mồng 2 tháng Giêng bày cỗ cầu chay, rằm tháng Ba làm lễ cầu mặn, mồng 10 tháng Tám lễ cầu Thần nông)
- Miếu Bà chúa Ao Giang
- Làng Ngang
- Giếng Cả
- Bãi bông
- Cội Thị.